# Henri Gout

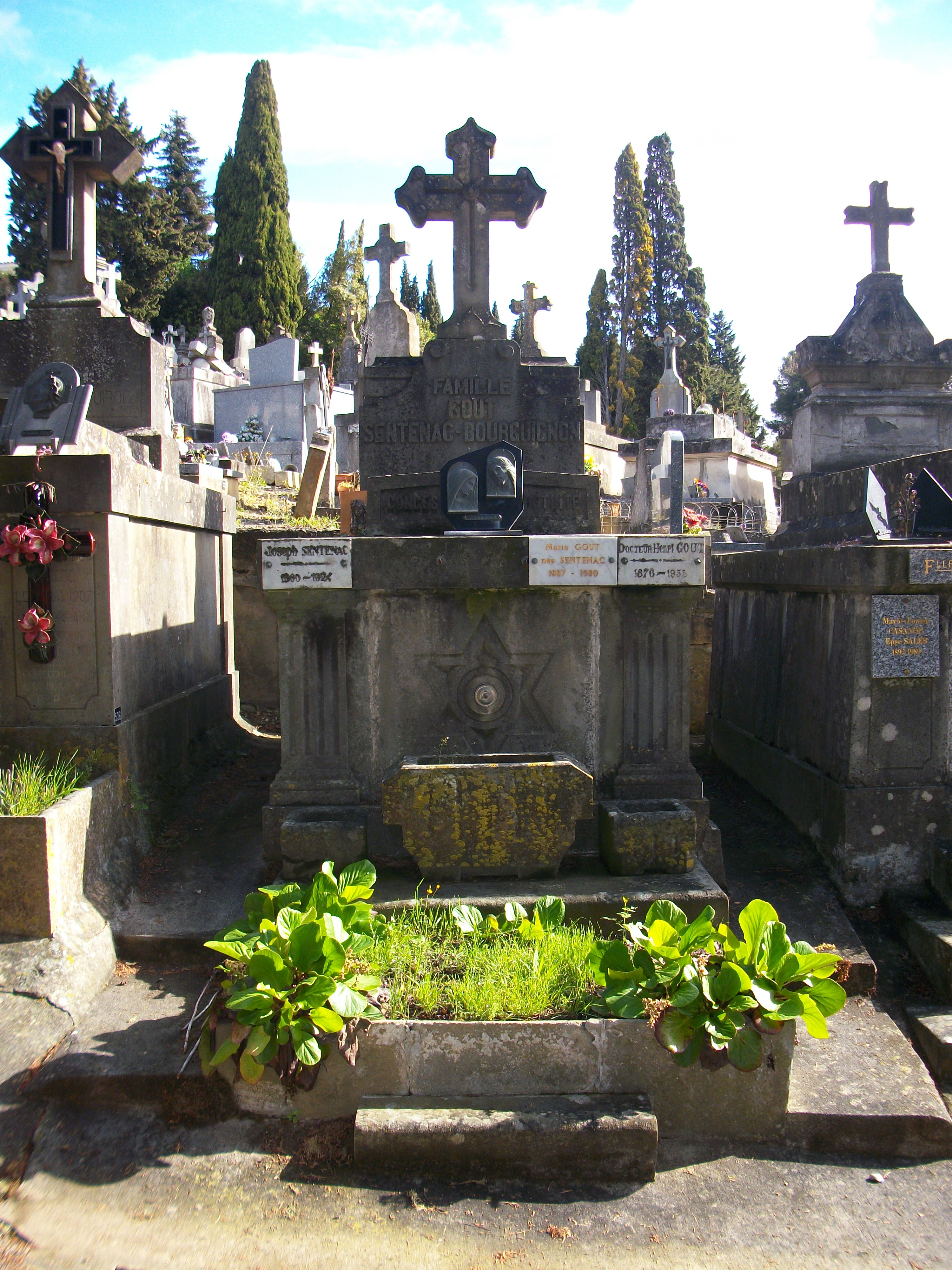
La tombe de Henri Gout, au cimetière Saint-Vincent de Carcassonne.

Henri Gout, né le 9 novembre 1876 à Badens (Aude) et mort le 7 décembre 1953 à Carcassonne, est un homme politique français.

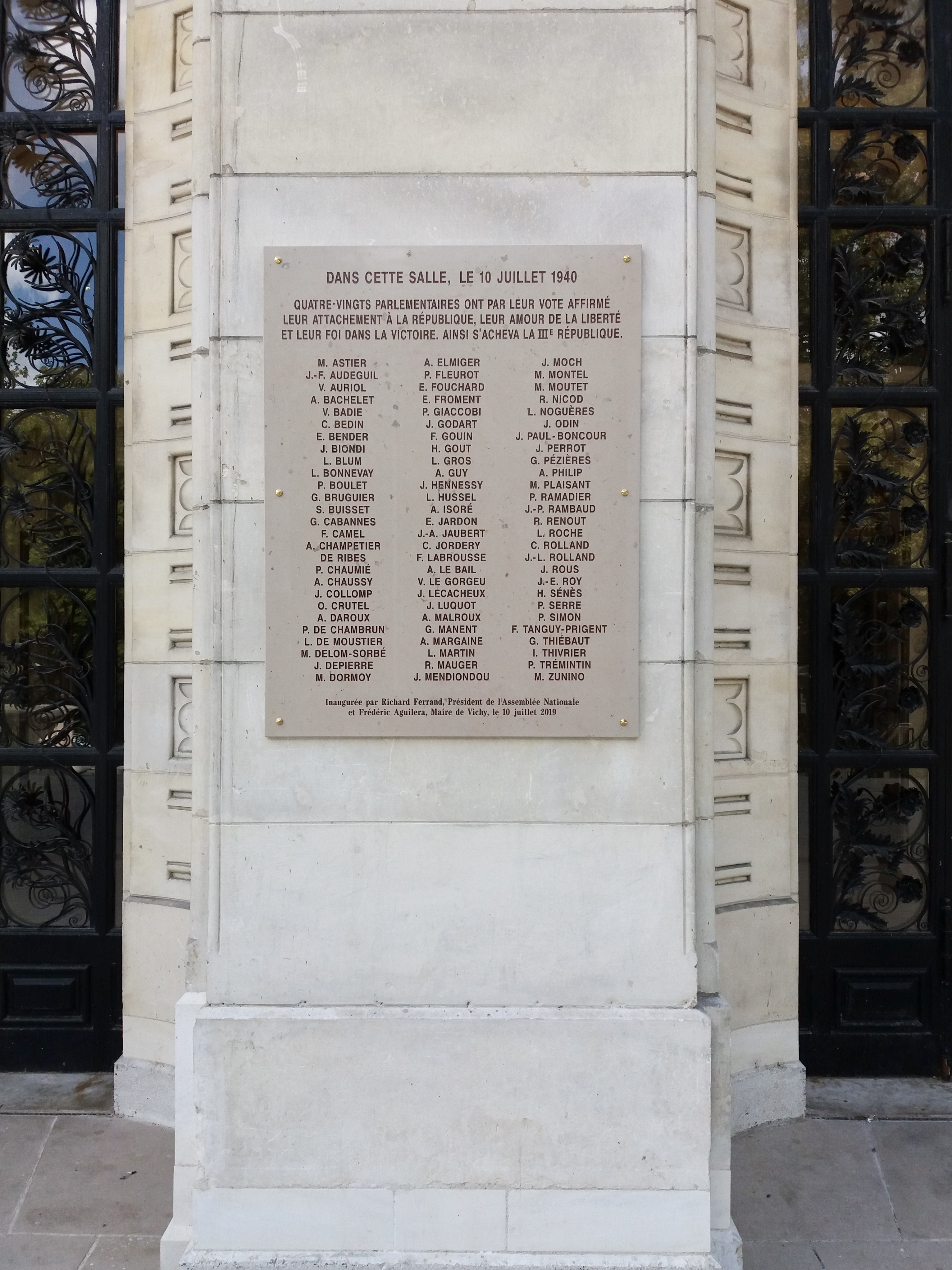
La plaque, visible à Vichy, en hommage au 80 parlementaires ayant votés contre les pleins pouvoirs au maréchal Pétain où figure le nom d'Henri Gout.

## Biographie
Diplômé de médecine à Paris, membre du Parti radical, Henri Gout est élu en 1912, maire de Citou, puis en 1913, conseiller Général du Canton de Peyriac-Minervois. Il s'engage volontairement pendant la Première Guerre mondiale.
En tant que conseiller général, il se consacre principalement aux problèmes sanitaires, et obtient notamment la création d'un laboratoire de bactériologie et d'un dispensaire rattaché à cet établissement.
Député de l'Aude de 1928 à 1940, il est successivement vice-président de plusieurs commissions, notamment de la commission d'Hygiène et de la commission d'Assurances et de prévoyance sociale. Il défend, à la Chambre, le renforcement des mesures contre la tuberculose, le cancer et la lèpre. À la commission des boissons, il œuvre pour la promotion des vins de qualité supérieure
Il est constamment réélu jusqu'en 1940. Il fait partie des quatre-vingts parlementaires qui votent contre les pleins pouvoirs à Philippe Pétain le 10 juillet 1940. De 1941 à 1942, il prend la tête de plusieurs manifestations d'opposition au tandem Pétain-Laval. Ce qui lui vaut d'être interné et ensuite assigné à résidence dans l'Ariège,.
À la Libération, il est nommé Président de la Commission de la Santé Publique à l'Assemblée consultative provisoire. Il occupe la charge de maire de Carcassonne comme maire désigné par arrêté du Préfet de l'Aude, du 18 octobre 1944 au 28 avril 1945, puis comme maire élu du 29 avril 1945 jusqu'au 27 octobre 1947.
Il est inhumé au cimetière Saint-Vincent de Carcassonne.

## Détail des fonctions et des mandats

### Mandat parlementaire
- (1928-1940) Député de l'Aude

### Mandats communaux
- (1912-1940) Maire de Citou
- (1944-1947) Maire de Carcassonne

### Mandat départemental
- (1913-1940 et 1945-1949) Conseiller général du canton de Peyriac-Minervois.

## Décorations
- Croix de guerre 1914-1918
- Chevalier de la Légion d'honneur (1948)[5]

## Postérité
Une avenue de Carcassonne porte son nom depuis le 29 mars 1954 ainsi que le foyer municipal de Citou depuis le 28 juillet 2011.

## Sources
- « Henri Gout », dans le Dictionnaire des parlementaires français (1889-1940), sous la direction de Jean Jolly, PUF, 1960 [détail de l’édition]
- « Henri Gout », dans le Dictionnaire biographique, Les Audois. Notice rédigée par Rémy Pech, p. 183. Édité par l'Association des Amis des Archives de l'Aude, la Fédération Audoise des œuvres laïques et la Société d'études scientifiques de l'Aude. 1990.  (ISBN 2- 906442-07-0)
- Pierre Miquel, Les quatre-vingts, éditions Fayard, 1995,  (ISBN 2-213-59416-3)
- Jean Odin, Les Quatre-vingts, FeniXX réédition numérique, 1996, 232 p. (ISBN 978-2-40207-154-3)